# Ziegra-Knobelsdorf
Ziegra-Knobelsdorf est une ancienne commune de Saxe (Allemagne), située dans l'arrondissement de Saxe centrale, dissoute avec effet au 1er janvier 2013. Les villages de Forchheim, Kleinlimmritz, Limmritz, Pischwitz, Schweta, Stockhausen, Töpeln, Wöllsdorf et Ziegra furent rattachés à la ville de Döbeln, Gebersbach, Heyda, Kaiserburg, Knobelsdorf, Meinsberg, Neuhausen et Rudelsdorf à la ville de Waldheim.